# Пхальке, Дадасахеб
Дадасахеб Пхальке
(маратхи दादासाहेब फाळके; произношениео файле), также встречается вариант Дадасахеб Фальке,
настоящее имя — Дхундирадж Говинд Пхальке (маратхи धुंडीराज गोविंद फाळके; 30 апреля 1870, Насик — 16 февраля 1944, там же) — индийский кинорежиссёр

, кинопродюсер и сценарист, известный как «отец индийского кино».
Его дебютный фильм «Раджа Харишчандра», снятый в 1913 году, стал первым немым полнометражным фильмом Индии. Дадасахеб Пхальке является автором 95 полнометражных и 26 короткометражных фильмов, среди которых наиболее известны: «Мохини и Бхасмасур» (1913), «Сатьяван и Савитри» (1914), «Ланка в огне» (1917), «Рождение Шри Кришны» (1918) и «Детство Кришны» (1919).
В честь него была названа высочайшая кинематографическая премия Индии, вручаемая за выдающийся вклад в рост и развитие индийского кино.